# Тридесет и три
„Тридесет и три“ (на руски: „Тридцать три“) е съветска комедия от 1965 година, режисиран от Георгий Данелия по негов сценарий в съавторство с Валентин Ежов и Виктор Конецки.
Главната роля, на жител на провинциално градче, на когото откриват 33-ти зъб, се изпълнява от Евгений Леонов. Дни след пускането си по екраните филмът е спрян от цензурата, която смята някои сцени за подигравка с важната за съветската пропаганда космическа програма.

## Сюжет
Зъболекар от провинциалния град Верхние Ямки прави неочаквано научно откритие, откривайки тридесет и трети зъб в устната кухина на пациента Иван Сергиевич Травкин. Травкин, който се притеснява от зъбобол, е отведен в Москва. Иван Сергеевич първо става пациент на психиатрична болница (благодарение на завистници), след това герой на международна научна конференция и накрая пациент на зъболекаря професор Брук.